# Sharka-virus
Het sharka-virus (PPV) is de veroorzaker van een plantenziekte die steenvrucht-soorten aantast. Het virus wordt onder andere door de groene perzikluis overgebracht, maar ook andere luizen kunnen als vector fungeren. Vooral pruim, kwets en ook perzik, nectarine en abrikoos zijn vatbaar voor het sharka-virus. Het is een quarantaine ziekte.

Genoom van het sharka-virus

Het draadvormige virus is 20 × 764 nanometer groot en behoort tot de virusgroep (+)ssRNA van het geslacht Potyvirus. Er zijn zes stammen (D, M, Rec, EA, C en EA) bekend. De verschillende stammen geven verschillende symptomen, die ook nog afhankelijk van de waardplant per stam verschillen. Stam PPV-D (isolaat: Dideron) infecteert tot nu toe alleen de abrikoos. Stam PPV-M (isolaat: Markus) infecteert vooral de perzik en heeft een grote virulentie. Stam PPV-C komt voor bij de kers.
Aantasting met het sharka-virus kan aangetoond worden met ELISA of PCR.

## Symptomen

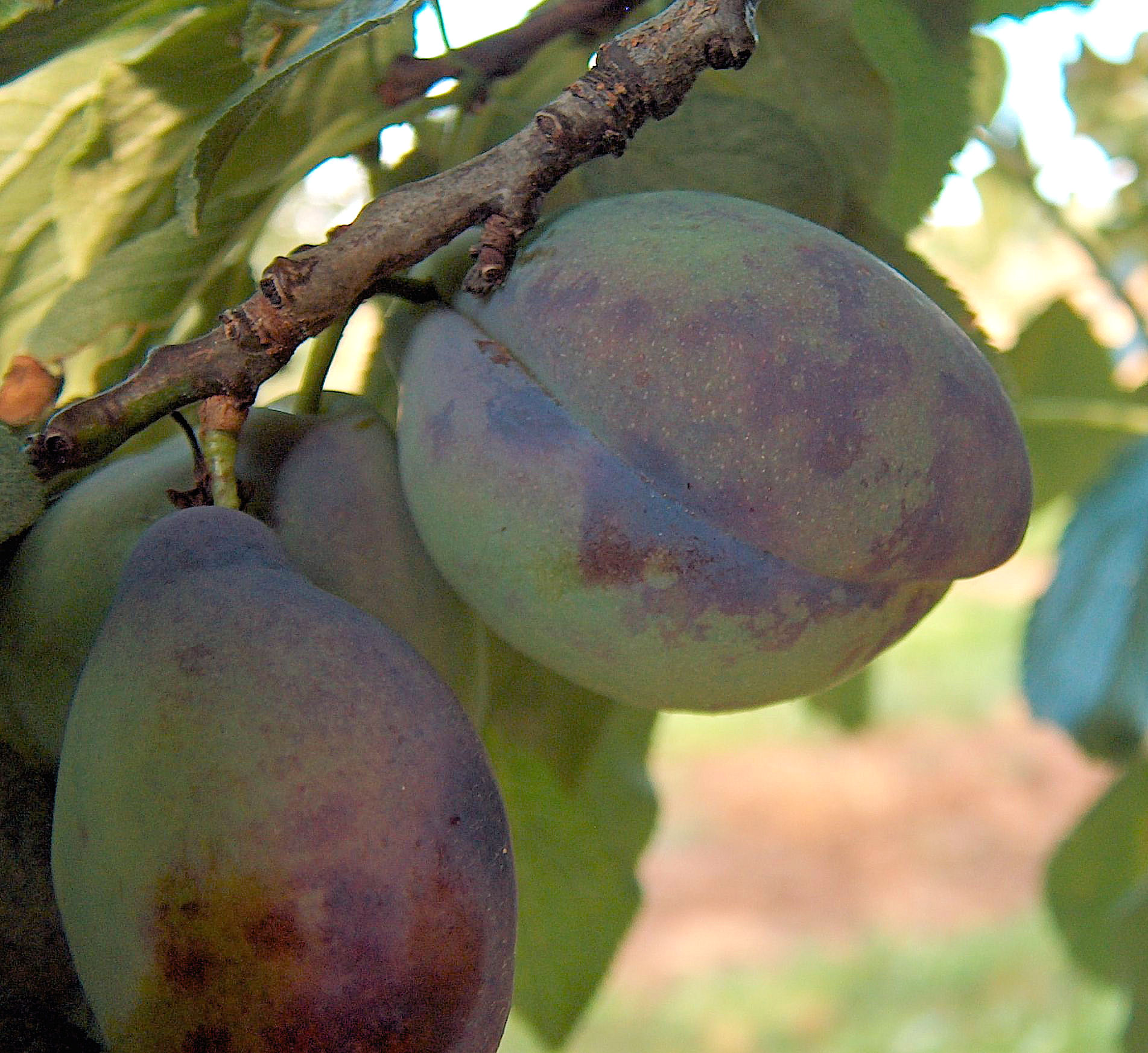
Vruchtsymptomen

Op pruimenbladeren ontstaan in het voorjaar (mei/juni) lichtolijfgroenkleurige tot olijfgroene kringen, lijn, vlek of een bleekgroene waas. Op de vrucht ontstaan ingezonken plekken, die afzonderlijk of in lijnen kunnen voorkomen. Onder de plekken heeft het gomachtige vruchtvlees een rode kleur. Door de aantasting kan een vroegtijdige vruchtval optreden. Vooral bij warm en droog weer treden duidelijke symptomen op.

## Herkomst en besmetting
In 1917 werden de symptomen in Bulgarije opgemerkt. In 1933 werd door Dimitar Atanasov ontdekt dat het een virus was en werd het virus door hem voor de eerste keer beschreven. Tegenwoordig komt de ziekte bijna in geheel Europa voor, maar niet in Nederland en België.
Het sharka-virus wordt als non-persistent virus overgedragen door bladluizen, zoals de groene perzikluis.

## Bestrijding

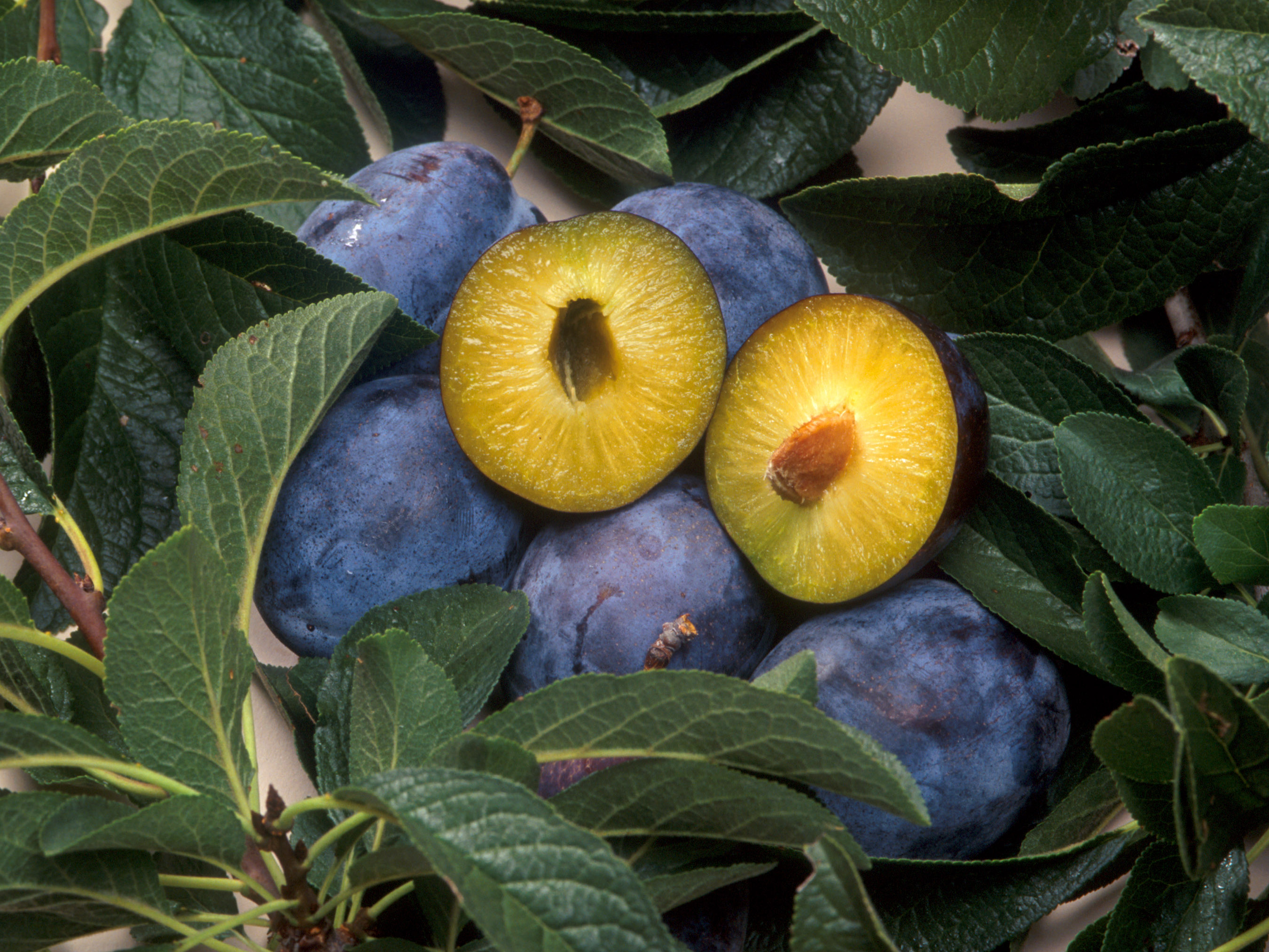
Sharka-resistent (genetisch gemodificeerd) pruimenras

Er zijn geen gewasbeschermingsmiddelen tegen het sharka-virus. Overdracht wordt tegengegaan door de luizen te bestrijden. Daarnaast worden resistente pruimen en kwetsen rassen gekweekt. In 1981 werd het resistente pruimenras Jojo door de Universiteit van Hohenheim gekweekt.